# Segudet

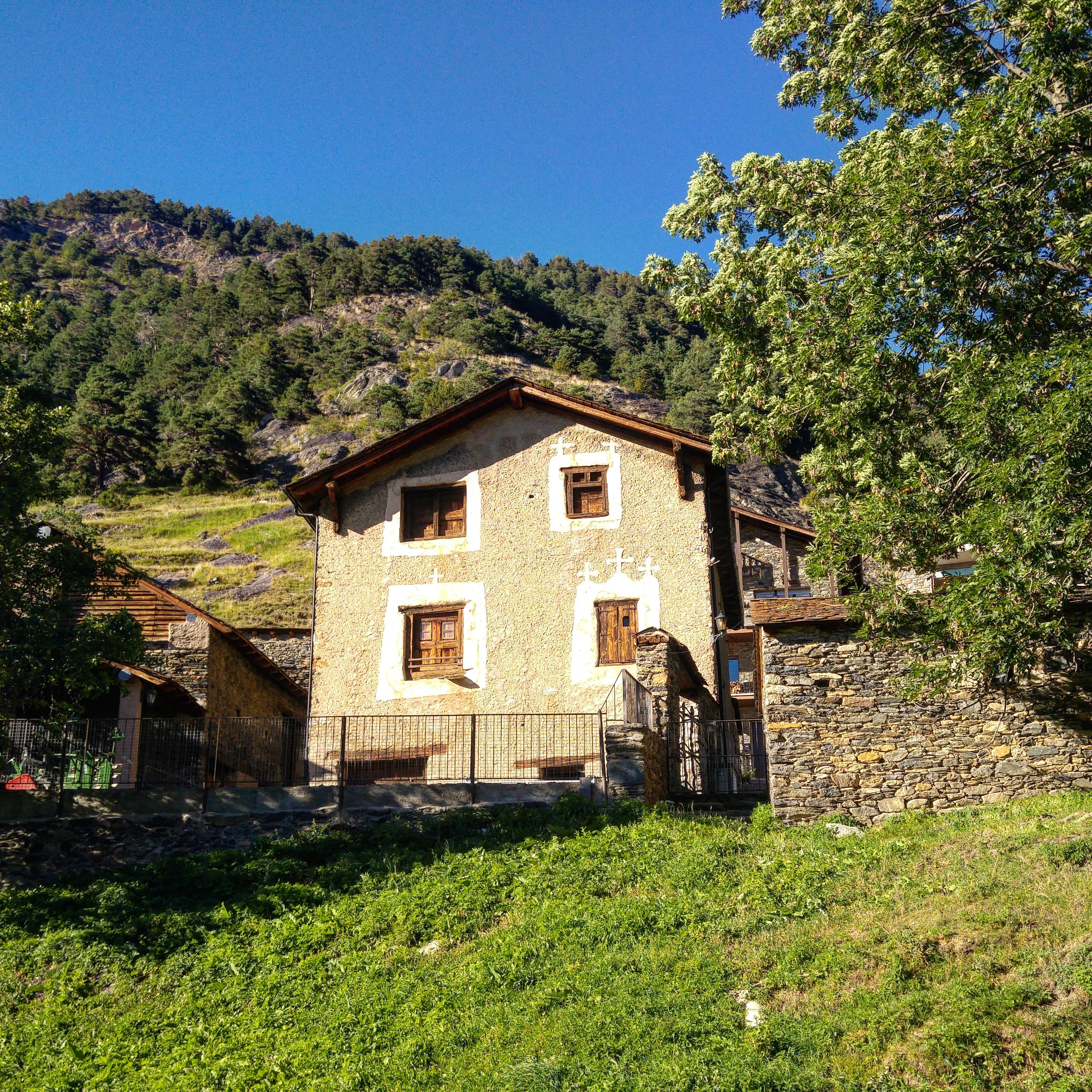
Das Casa Blanca in Segudet

Segudet (auch Cegudet) ist ein Dorf in der Parroquía Ordino in Andorra. Es liegt auf einer Höhe von 1327 Metern und zählte im Jahr 2024 59 Einwohner.
In Segudet befindet sich das Casa Blanca, ein Bauwerk aus dem 16. oder 17. Jahrhundert, welches als eines der ältesten Bauwerke der Parroquía Ordino gilt.

## Lage
Segudet liegt im Zentrum des Landes Andorra und im Süden der Parroquía Ordino. Das Dorf wird vom Riu de les Aubes durchquert und ist etwa 300 Meter von der Stadt Ordino entfernt.